# Éric Jadot
Pour les articles homonymes, voir Jadot.
Ne doit pas être confondu avec Yannick Jadot.
Éric J. M. Jadot, né le 28 mars 1972 à Rocourt (Liège) et décédé à Liège le 21 avril 2025, fut un homme politique belge francophone, membre d'Ecolo.
Il était licencié en philologie germanique, avait une maîtrise en traduction anglaise etétait agrégé de l'enseignement secondaire supérieur.

## Mandats
Il a été député écologiste de la circonscription électorale de Liège à partir du 16 juillet 2009, en remplacement de Philippe Henry, ministre wallon.
Il a été réélu en juin 2010 pour un nouveau mandat et fut membre de la Commission de l'Intérieur du Parlement fédéral ainsi que de la Commission naturalisations.
Il fut par ailleurs coprésident d'Ecolo à Liège entre 2009 et 2014, après avoir été secrétaire régional entre 1999 et 2007. Il ne s'est pas représenté lors des élections de 2014 mais, après avoir démissionné d'Ecolo, il demeure conseiller communal à Herstal. N'ayant pas été réélu en octobre 2018, Eric Jadot quitte la scène politique, il est enseignant.

## Anciens mandats
- Attaché parlementaire de la Sénatrice Carine Russo et conseiller politique du groupe Ecolo au parlement wallon (2007-2009)
- Conseiller provincial (Liège - 2008 - 2009)
- Conseiller communal de Herstal (2000-2007).
- Conseiller CPAS de Herstal (1999-2000).
- Conseiller communal de Herstal (2012-2018).